# Neuropeptide Y
Il neuropeptide Y (NPY) è un polipeptide molto diffuso nel sistema nervoso centrale e nel sistema nervoso autonomo; svolge diverse azioni, tra cui l'aumento dell'appetito e la modulazione della risposta vasocostrittrice innescata dai neuroni noradrenergici.

## Struttura
Il neuropeptide Y fa parte della famiglia che comprende il peptide YY e il polipeptide pancreatico. È formato da 36 aminoacidi:
-OOC-Tyr-Pro-Ser-Lys-Pro-Asp-Asn-Pro-Gli-Glu-Asp-Ala-Glu-Asp-
-Met-Ala-Arg-Tyr-Tyr-Ser-Ala-Leu-Arg-His-Tyr-Ile-Asn-Leu-Ile-Thr-Arg-Gln-Arg-Tyr-NH2

## Funzione
Si distinguono azioni a livello del sistema nervoso centrale, a livello del sistema nervoso autonomo e azioni pre-giunzionali.

### Funzioni nel sistema nervoso centrale
Il neuropeptide Y è un potente stimolatore dell'appetito e ha uno spiccato effetto oressizzante. Tuttavia, livelli elevati di NPY possono provocare ipotensione, ipotermia e depressione dei centri respiratori. È inoltre in grado di provocare vasocostrizione delle arterie cerebrali. Nel sistema nervoso centrale, sia degli uomini sia degli animali, è stato dimostrato il ruolo del NPY sia come ansiolitico (composto in grado di combattere i sintomi dell'ansia al pari dei classici farmaci) sia come antidepressivo. Questo neuropeptide è inoltre coinvolto nel consumo e abuso di alcolici, infatti le persone che soffrono di depressione e gli alcolisti hanno livelli alterati di questo neuropeptide nell'organismo. La localizzazione di NPY nell'ippocampo lo rende importante nei processi di apprendimento e memoria; in questa regione del cervello è inoltre capace di stimolare la proliferazione neuronale e ciò è in accordo con le sue proprietà antidepressive.

### Funzioni nel sistema nervoso autonomo
Il neuropeptide Y è spesso associato come cotrasmettitore della noradrenalina nel sistema nervoso simpatico. Ha azione vasocostrittrice e ha inoltre un'azione cronotropa e inotropa positiva sul cuore. Elevate dosi di NPY possono innescare massicce risposte ipertensive. Peculiare è invece l'effetto sui reni in quanto è in grado di inibire il rilascio di renina e aumentare la diuresi e la natriuresi.

### Azione pre-giunzionale
I recettori per il neuropeptide Y sono presenti a livello della porzione terminale distale dei neuroni presinaptici. Il legame del NPY con questi recettori è in grado di inibire il rilascio di neurotrasmettitori sia nel sistema nervoso simpatico sia nel sistema nervoso parasimpatico.

## Recettori per il neuropeptide Y
Esistono sei recettori per NPY, denominati in ordine Y1, Y2, Y3, Y4, Y5 e Y6. Tutti tranne Y3 sono stati clonati ed è stato dimostrato che il legame con il NPY porta all'attivazione di proteine G connesse al sistema DAG-IP3 con liberazione di calcio e inibizione dell'adenilato ciclasi. Le azioni e le localizzazioni dei recettori Y sono le seguenti:
- Y1, Y2: localizzati nelle terminazioni nervose periferiche. Mediano l'azione vasocostrittrice, inotropa e cronotropa positiva.
- Y4: benché possa attivarsi in seguito al legame con NPY, questo recettore ha un'affinità per il polipeptide pancreatico molto maggiore. Quest'ultimo deve quindi essere considerato il ligando fisiologico di Y4
- Y5: presenti soprattutto a livello del sistema nervoso centrale e sono i principali recettori connessi con la stimolazione dell'appetito.
- Y6: non è ancora noto il ruolo di questi recettori nell'uomo.

Tutti questi recettori sono espressi e localizzati anche nel cervello dove la loro stimolazione, in particolare del più importante di essi (il recettore Y1), media la maggior parte delle funzioni del NPY cioè ansiolitiche, oressizzanti, antidepressive, proliferative, ecc.

## Farmacologia
Sono stati creati diversi antagonisti selettivi e non peptidici per i recettori Y:
- BIBP3226,[3] BIB03304, H409/22,[4] SR 120107A[5] e SR 120819A:[5] antagonisti per il recettore Y1 e implicati nella regolazione degli effetti cardiovascolari;
- BIIE20246: antagonista per il recettore Y2 e implicato nella regolazione degli effetti cardiovascolari.

Benché siano stati prodotti numerosi antagonisti per i recettori Y, questi farmaci non sembrano avere un ruolo nella modulazione degli effetti cardiaci e pressori del neuropeptide Y in condizione basali, benché possano rivestire un ruolo in stati patologici come l'ipertensione e l'insufficienza cardiaca. Ulteriore prospettiva terapeutica degli antagonisti per il recettore Y è il loro impiego negli stati d'ansia, nel diabete e, soprattutto, nell'obesità. I questo senso sono stati utilizzati soprattutto antagonisti per il recettore Y1 e per il recettore Y5.